# Paul Biya
Paul Barthélemy Biya (ur. 13 lutego 1933 w Mvomeka’a) – kameruński polityk, premier Kamerunu w latach 1975–1982, prezydent kraju od 1982.
Urodzony w ubogiej katolickiej rodzinie, wykształcony na francuskich uczelniach, w latach 60. XX w. rozpoczął karierę urzędniczą w administracji prezydenta Ahmadou Ahidjo; pełnił funkcje ministerialne. W 1975 uzyskał nominację na stanowisko premiera. W 1982, po złożeniu urzędu z powodów zdrowotnych przez Ahidjo, został – z mocy prawa – prezydentem Kamerunu. Pierwsze lata jego samodzielnych rządów charakteryzowały się konsolidacją i monopolem władzy jednej partii oraz próbą zamachu stanu. W 1982 i 1988 był jedynym kandydatem w wyborach prezydenckich.
W 1990, pod wpływem nacisków kształtującej się opozycji i części społeczeństwa, wprowadził system wielopartyjny, jednak pierwsze wielopartyjne wybory parlamentarne i prezydenckie przeprowadzone w 1992 naznaczone były licznymi fałszerstwami. Dzięki przyjętym w 1996 poprawkom do konstytucji Paul Biya mógł z powodzeniem ubiegać się o kolejne reelekcje w wyborach w 1997 oraz w 2004. Żadne z nich nie odbyły się bez zarzutów o manipulacje. W 2008 zniósł limit kadencji głowy państwa, co umożliwiło mu dalsze sprawowanie władzy.
Na arenie międzynarodowej prowadzi ustabilizowaną i niekonfrontacyjną politykę. Najściślej współpracuje z Francją, Chinami, Stanami Zjednoczonymi oraz państwami regionu. Polityka wewnętrzna prezydenta Biyi krytykowana jest przez organizacje broniące praw człowieka, które przypisują mu ograniczanie swobód politycznych i łamanie innych praw obywateli. Obok zarzutów o tłumienie wolności mediów, marginalizacji wielu grup etnicznych i tolerancji wobec korupcji, donoszą one o zgromadzeniu przez prezydenta majątku wynoszącego ok. 100 mln USD.

## Młodość i edukacja
Paul Biya urodził się w 1933 w miejscowości Mvomeka’a, położonej w departamencie Dja-et-Lobo w Kamerunie Francuskim, ówczesnej kolonii Francji. Pochodzi z grupy etnicznej Beti-Pahuin. Jego ojcem był Etienne Mvondo Assam, a matką Anastasie Eyenga Elle. Rodzina nie należała do najzamożniejszych.
W 1948 Biya ukończył katolicką szkołę podstawową w Nden, po czym rozpoczął dwuletnią naukę w seminarium Saint-Tharcissius w Edéi oraz w seminarium Saint-Joseph w Akono (1950–1954). Od 1954 do 1956 kształcił się w Lycée Général Leclerc w Jaunde. W 1956 uzyskał baccalauréat w Lycée Louis-le-Grand w Paryżu. Po zdobyciu wykształcenia na poziomie średnim rozpoczął studia na Uniwersytecie Paryskim, na którym w 1960 ukończył prawo publiczne (z tytułem zawodowym licencjata). Rok później uzyskał dyplom Instytutu Nauk Politycznych w Paryżu, a w 1962 dyplom Institut des Hautes Études d’Outre-Mer (IHEOM). W 1963 został magistrem prawa publicznego.

## Początek kariery politycznej
Po ukończeniu studiów i powrocie z Francji do ojczyzny Biya rozpoczął pracę w administracji prezydenta Ahmadou Ahidjo, pierwszego prezydenta niepodległego Kamerunu. W październiku 1962 został chargé de mission w departamencie pomocy zagranicznej Prezydencji Republiki. Od stycznia 1964 do lipca 1965 pełnił funkcję dyrektora gabinetu w Ministerstwie Edukacji Narodowej, Młodzieży i Kultury. W lipcu 1965 objął stanowisko sekretarza stanu w tym resorcie. W grudniu 1967 objął stanowisko dyrektora gabinetu Prezydenta Republiki, a w styczniu 1968 objął w nim dodatkowo funkcję sekretarza generalnego. W czerwcu 1970 objął stanowisko ministra stanu i sekretarza generalnego Prezydencji Republiki. Był również ambasadorem dobrej woli do Nigerii i Ghany.
Po wyborze prezydenta Ahidjo na kolejną kadencję w kwietniu 1975, do konstytucji wprowadzono poprawkę, ustanawiającą instytucję szefa rządu. 30 czerwca 1975 Biya został mianowany przez prezydenta Ahidjo na pierwszego w historii premiera Kamerunu. Na mocy uchwalonej 29 czerwca 1979 kolejnej poprawki do konstytucji nr 79/02 szef rządu stawał się następcą szefa państwa w przypadku opróżnienia przez niego urzędu lub niezdolności do sprawowania władzy. Jako premier Biya nie odgrywał istotnej roli politycznej.

## Prezydent

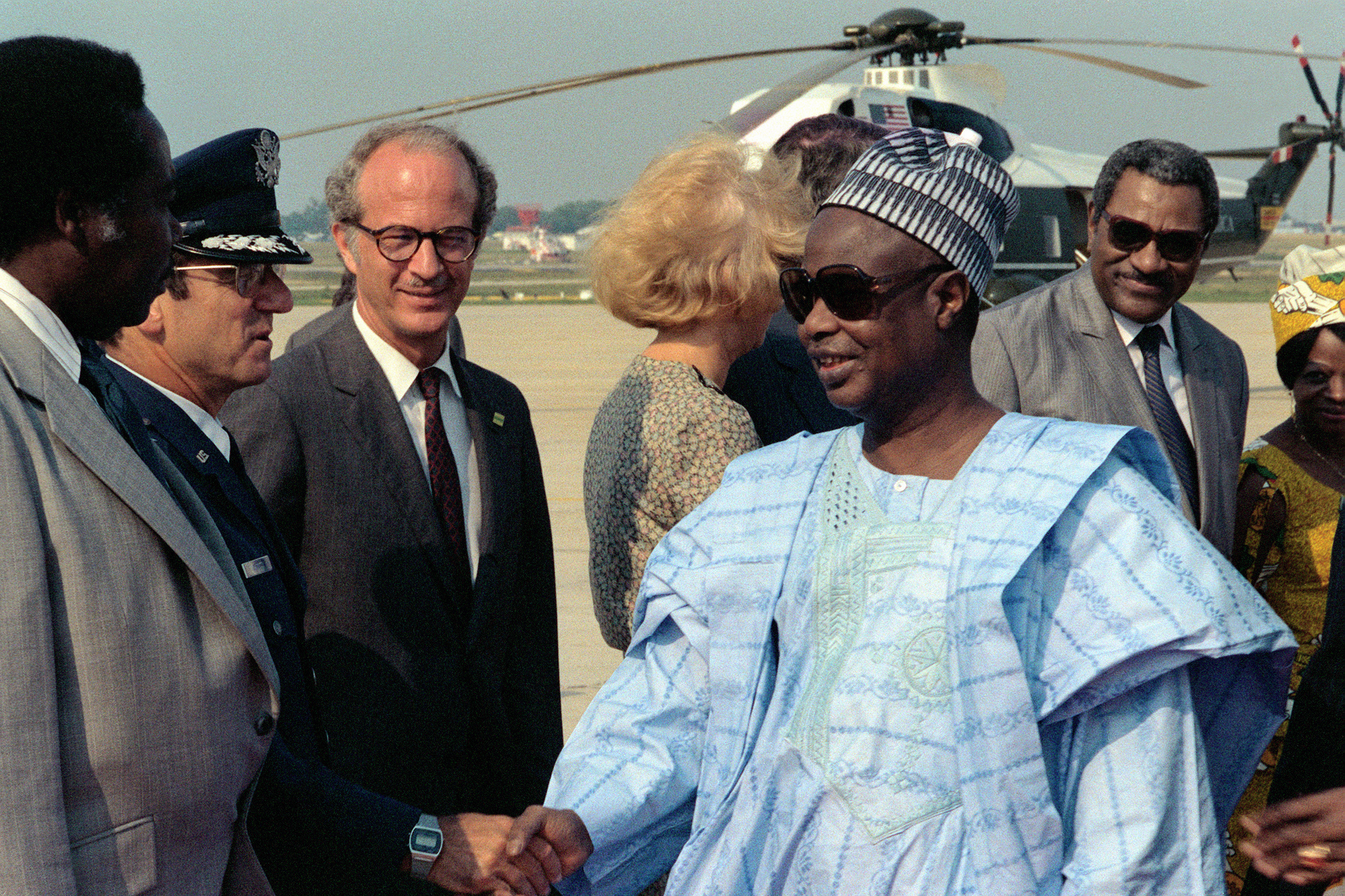
Prezydent Ahmadou Ahidjo na kilka miesięcy przed rezygnacją z urzędu, 26 lipca 1982

### Przejęcie władzy (1982–1984)
4 listopada 1982 prezydent Ahidjo ogłosił nieoczekiwanie rezygnację ze stanowiska głowy państwa z powodów zdrowotnych. Biya z mocy prawa objął urząd prezydenta i został zaprzysiężony 6 listopada 1982.
Objęcie władzy przez frankofońskiego katolika z południowej części kraju zagroziło dotychczasowej dominacji politycznej muzułmanów z północy kraju (którym był m.in. prezydent Ahidjo). Początkowo Ahidjo zachował stanowisko szefa Narodowego Związku Kameruńskiego (Union Nationale Camerounaise, UNC), jedynej legalnie działającej partii politycznej w kraju. Biya objął funkcję wiceprzewodniczącego tego ugrupowania, wszedł też w skład jego komitetu centralnego i biura politycznego.
Początkowo poprawne stosunki z byłym prezydentem zaczęły ulegać pogorszeniu w 1983. Biya dążył do konsolidacji swojej władzy, co powodowało narastający konflikt. Dodatkową rolę odgrywał czynnik religijny i etniczny. W sierpniu 1983 prezydent ogłosił wykrycie antyrządowego spisku mającego na celu przeprowadzenie zamachu stanu. Równocześnie zdymisjonował premiera Bella Boubę Maigariego i ministra sił zbrojnych (obaj byli muzułmanami z północy). Jeszcze w tym samym miesiącu Ahidjo zrezygnował z funkcji szefa UNC, ostro krytykując rządy Biyi, po czym wyjechał do Francji.
W lutym 1984 były prezydent oraz dwóch jego doradców wojskowych zostało skazanych (Ahidjo zaocznie) na karę śmierci, zmienioną na dożywotnie pozbawienie wolności, za współudział w antyprezydenckim spisku. We wrześniu 1983 Biya został wybrany na nowego przewodniczącego partii.
W listopadzie 1983 zarządził organizację z rocznym wyprzedzeniem wyborów prezydenckich, wyznaczając ich datę na styczeń 1984. W wyborach, przeprowadzonych 14 stycznia 1984, zdobył według oficjalnych wyników 99,98% głosów poparcia, będąc jedynym kandydatem na ten urząd. W tym samym czasie ogłosił zmianę nazwy państwa ze Zjednoczonej Republiki Kamerunu na Republikę Kamerunu oraz zniesienie urzędu premiera.

### Konsolidacja władzy prezydenckiej (1984–1990)
Po przejęciu władzy i pierwszym zwycięstwie w wyborach prezydent Biya podejmował dalsze kroki w celu ugruntowania swojej pozycji na scenie politycznej.
W kwietniu 1984 jego rządy zostały zagrożone przez wojskowy zamach stanu. 5 kwietnia 1984 ogłosił rozwiązanie Straży Prezydenckiej, w szeregi której wchodzili w większości żołnierze z muzułmańskiej północy kraju, związani z byłym prezydentem Ahidjo. Następnego dnia członkowie straży, na czele z pułkownikiem Salehem Ibrahimem, wszczęli przeciw niemu zamach. W czasie trzydniowych intensywnych walk zginęły setki osób. Oficjalne źródła państwowe informowały o śmierci 4 cywilów, 7 żołnierzy i 58 rebeliantów. Jednak liczby te były najprawdopodobniej zaniżone, jako że wielu cywilów grzebanych było samodzielnie przez rodziny. Ponadto przeszło 260 żandarmów uznanych zostało za zaginionych i prawdopodobnie zginęło w czasie walk. Rebelia została ostatecznie stłumiona przez wojska wierne głowie państwa, a 51 zamachowców skazano na śmierć. Prezydent oskarżył zamachowców o przygotowywanie spisku od dłuższego czasu, a przebywającemu na uchodźstwie Ahidjo zarzucił powiązania z zamachem.
Konsekwencją nieudanego puczu były rozległe zmiany w strukturach armii. Równocześnie do nich Biya doprowadził do zmian w rządzie, partii i na kierowniczych stanowiskach w państwowych przedsiębiorstwach. W marcu 1985 przekształcił UNC w Demokratyczne Zgromadzenie Narodu Kameruńskiego (Rassemblement démocratique du Peuple Camerounais, RDPC), obejmując w nim przywództwo. Od stycznia do marca 1986 w partii doszło do zmian na wszystkich jej szczeblach. Biya usunął ze stanowisk stronników byłego prezydenta, obsadzając je nowymi, oddanymi sobie ludźmi.

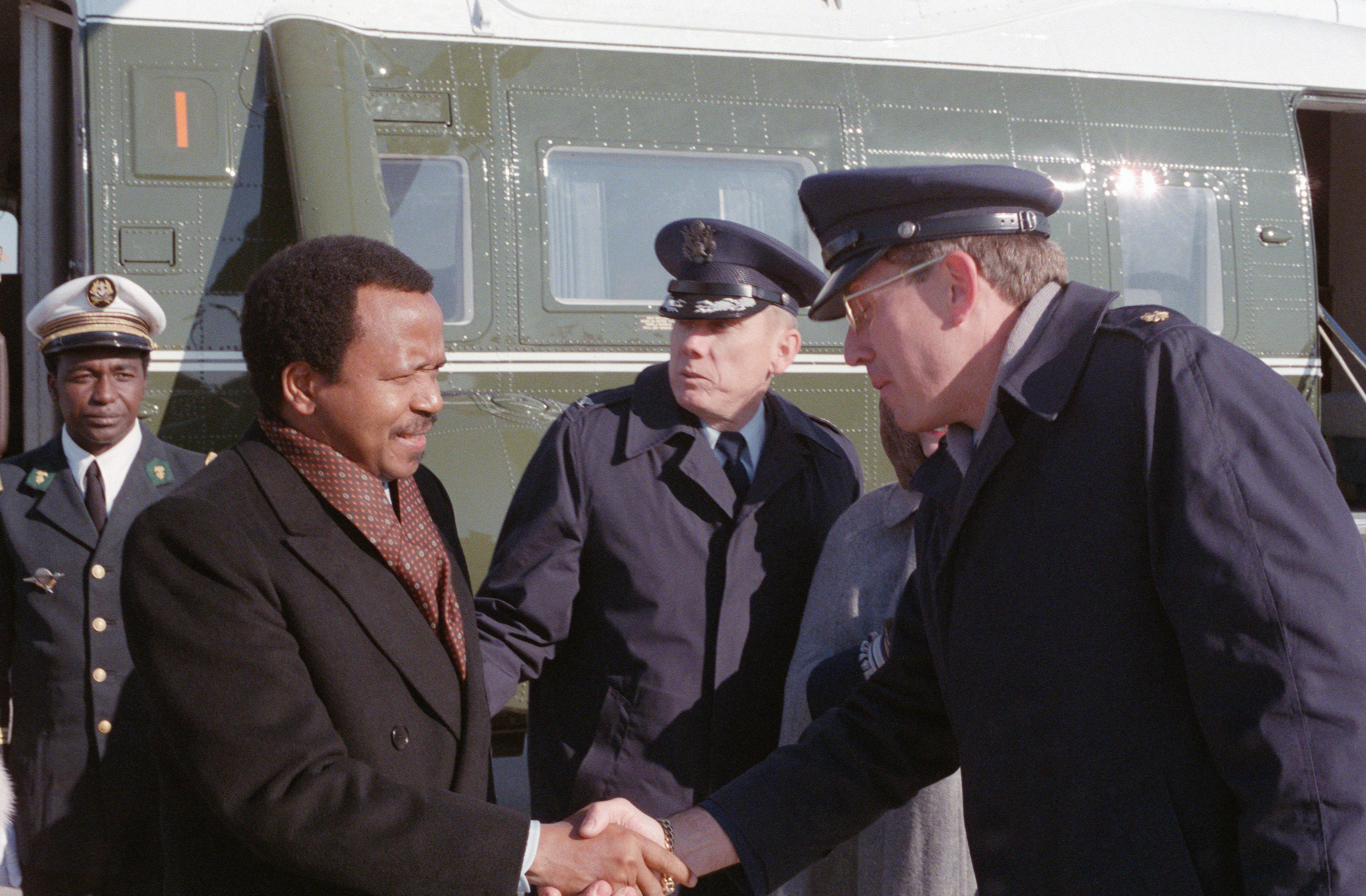
Paul Biya z wizytą w USA, luty 1986

24 kwietnia 1988 zwyciężył w kolejnych wyborach prezydenckich, zorganizowanych (o rok wcześniej w stosunku do konstytucyjnego terminu) jednocześnie z wyborami parlamentarnymi, w których zwycięstwo odniosło RDPC. Będąc jedynym kandydatem, zdobył formalnie 98,75% głosów poparcia. W maju 1988 zdymisjonował dotychczasowy gabinet, składający się z 24 ministrów, i zlikwidował lub przekształcił część z urzędów. W kolejnych miesiącach wzmocnił kontrolę nad mediami; w kraju doszło do zatrzymań dziennikarzy krytycznych wobec rządu.
Już wcześniej, w 1986, działający na uchodźstwie Związek Ludności Kamerunu (Union des Populations du Cameroun, UPC) alarmował o aresztowaniach oponentów politycznych prezydenta Biyi, większość których stanowili anglojęzyczni członkowie podziemnych organizacji politycznych. Najsilniejszą opozycję wobec jego rządów demonstrowali właśnie mieszkańcy dawnej brytyjskiej części kraju, którzy zarzucali mu marginalizację i prześladowania.

### Droga do rządów wielopartyjnych (1990–1992)
W 1990 prezydent Biya, pod wpływem nacisków ze strony opozycji i społeczeństwa oraz w warunkach złej sytuacji gospodarczej państwa, wprowadził oficjalnie system wielopartyjny. W 1992 odbyły się pierwsze w historii Kamerunu wielopartyjne wybory parlamentarne i prezydenckie, naznaczone według międzynarodowych organizacji monitorujących ich przebieg fałszerstwami i manipulacjami.
W drugiej połowie lat 80. XX wieku nasiliła się działalność tajnych ruchów politycznych. Jedyną legalnie działająca partią było wówczas prezydenckie RDPC. W lutym 1990 władze aresztowały i skazały na kary pozbawienia wolności kilkanaście osób oskarżonych o działalność w nielegalnym Froncie Socjaldemokratycznym (Front Social-Démocratique, FSD). Opozycja, organizująca się w podziemiu politycznym, wzywała prezydenta do reform i wprowadzenia systemu wielopartyjnego. Biya sprzeciwiał się temu, twierdząc, że tak radykalne zmiany zniweczyłyby wysiłki mające na celu przezwyciężenie postępującego kryzysu gospodarczego. W marcu 1990 zwolennicy zmian rozpoczęli serię demonstracji poparcia dla FSD. W maju, w wyniku brutalnego działania służb bezpieczeństwa, w mieście Bamenda zginęło 6 demonstrantów.
W czerwcu 1990 Biya został ponownie wybrany na przewodniczącego RDPC. Z powodu presji społecznej i przedłużających się protestów opozycji zadeklarował, jeszcze w tym samym miesiącu, wprowadzenie w przyszłości systemu wielopartyjnego oraz pakietu reform, w tym zniesienie prawa karzącego za działalność wywrotową, zakazującego stowarzyszeń politycznych oraz ograniczającego wolność prasy. W kraju powołano komitet ds. rewizji praw człowieka oraz zwolniono część więźniów politycznych. W grudniu 1990 parlament przyjął prawo ustanawiające oficjalnie system wielopartyjny. Dopuszczało ono rejestrację nowych partii politycznych, które jednak nie mogły być tworzone w oparciu o podziały etniczne i finansowane ze środków zagranicznych.
W 1991 Biya poddawany był dalszym naciskom na przeprowadzenie reform politycznych. W styczniu opozycja rozpoczęła protesty, domagając się uchwalenia przez niego amnestii dla skazanych za organizację zamachu z 1984. Jednocześnie protestowała przeciw procesowi dwóch dziennikarzy oskarżonych o szkalowanie prezydenta. Głównym postulatem opozycji było zwołanie przez prezydenta konwencji narodowej w celu opracowania kalendarza wyborczego. Podtrzymywanie sprzeciwu przez Biyę wobec tych planów doprowadziło do nowej fali protestów w kwietniu 1991, w czasie których, także w wyniku działań funkcjonariuszy służb bezpieczeństwa, zginęło ponad 100 osób.
W rezultacie prezydent zgodził się na amnestię dla wszystkich więźniów politycznych oraz przywrócił funkcję premiera, którym mianował Sadou Hayatou. Odrzucił jednak plan zwołania ogólnokrajowej konferencji politycznej. Wobec tego opozycja, skupiona w koalicji Narodowego Komitetu Współpracy Partii Opozycyjnych, rozpoczęła w maju 1991 kampanię nieposłuszeństwa obywatelskiego, polegającą początkowo na jednodniowych strajkach i demonstracjach. W czerwcu władze wprowadziły stan wojenny w 10 prowincjach kraju i zakazały zwoływania posiedzeń partii opozycyjnych. Opozycja odpowiedziała intensyfikacją protestów i zorganizowała dotkliwy dla gospodarki strajk generalny. W odpowiedzi władze rozwiązały Narodowy Komitet Współpracy Partii Opozycyjnych.
W październiku 1991 prezydent podjął jednostronną decyzję i ogłosił organizację pierwszych wielopartyjnych wyborów parlamentarnych w lutym następnego roku. Zapowiedział, że ich zwycięzca zyska prawo nominacji premiera, i zaprosił opozycję do dyskusji na temat reformy prawa wyborczego. Pod koniec października rozpoczęły się trójstronne rozmowy (rząd, opozycja, niezależni urzędnicy). W listopadzie władze i opozycja zawarły porozumienie zakładające powołanie komitetu ds. reform konstytucyjnych. Partie opozycyjne zobowiązały się do zawieszenia demonstracji i strajków, a strona prezydencka zwolniła więźniów zatrzymanych w ich trakcie oraz zniosła zakaz zgromadzeń i stan wojenny obowiązujący w części kraju.
Wybory, zorganizowane 1 marca 1992, zostały zbojkotowane przez część opozycji, w tym największe partie SFD i UPC, które oprotestowały w ten sposób zbyt wczesny ich zdaniem termin głosowania i faworyzujące rządzących prawo wyborcze. Będące u władzy RDPC zdobyło 88 ze 180 miejsc w Zgromadzeniu Narodowym i utworzyło koalicję z małą partią MDR (Movement pour la Defence de la Republique, Ruch na rzecz Obrony Republiki). Prezydent na nowego premiera powołał Simona Achidi Achu, członka własnej partii.
W sierpniu 1992 Biya ogłosił organizację planowanych na wiosnę 1993 wyborów prezydenckich we wcześniejszym terminie: w październiku 1992. Ruch ten miał na celu wykorzystanie kapitału politycznego i zwycięstwa w wyborach parlamentarnych. We wrześniu 1992 władze zmieniły także prawo wyborcze, wprowadzając korzystne dla siebie regulacje, jak zakaz formowania sojuszy wyborczych i elekcję głowy państwa nie w dwóch, lecz w jednej turze. W pierwszych wielopartyjnych wyborach prezydenckich z 11 października 1992 głównym rywalem urzędującego prezydenta był wspólny kandydat sojuszu ARC (Alliance pour le Redressement du Cameroun, Sojusz Odnowy Kamerunu), koalicji partii opozycyjnych, które zbojkotowały wcześniejsze wybory parlamentarne, John Fru Ndi (lider FSD).
Według oficjalnych wyników Biya uzyskał 39,98% głosów poparcia, podczas gdy Fru Ndi 35,97%. Kandydat opozycji natychmiast odrzucił oficjalne wyniki, ogłaszając własne zwycięstwo. Zaskarżył rezultat głosowania do Sądu Najwyższego, domagając się jego unieważnienia, jednak sąd odrzucił jego petycję. Międzynarodowe organizacje monitorujące przebieg wyborów doszukały się licznych nieprawidłowości i fałszerstw w ich trakcie. Ogłoszenie wyników wyborów doprowadziło do gwałtownych protestów zwolenników opozycji w wielu regionach kraju, a szczególnie w jego północno-zachodniej części. Pod koniec października, w odpowiedzi na wystąpienia, władze umieściły Fru Ndi i kilku jego współpracowników w areszcie domowym i wprowadziły na okres 3 miesięcy stan wyjątkowy w Prowincji Północno-Zachodniej. W listopadzie 1992 prezydent Biya został zaprzysiężony na swoją trzecią kadencję.

### Trzecia kadencja (1992–1997)
W czasie kolejnej kadencji Biya znowelizował ustawę zasadniczą, wprowadzając do niej limit dwóch kadencji prezydenta, co umożliwiło mu na nowo ubiegać się o najwyższy urząd w państwie. W 1997 odniósł zwycięstwo w wyborach, naznaczonych zdaniem organizacji międzynarodowych fałszerstwami. Kamerun zmagał się w tamtym okresie z ruchem secesjonistycznym na zachodzie kraju.
Po wprowadzeniu systemu wielopartyjnego administracja prezydenta rozpoczęła prace nad zmianą konstytucji z 1972 i przystosowaniem jej do nowych realiów politycznych. W maju 1993, po spotkaniu z francuskim prezydentem François Mitterrandem, Biya ogłosił rozpoczęcie debaty w sprawie nowelizacji konstytucji. W tym samym miesiącu jego administracja przedstawiła projekt zmian zapewniający demokratyczną formę rządów, ustanawiający wyższą izbę parlamentu oraz dwie pięcioletnie kadencje prezydenta i wybory prezydenckie przeprowadzane w dwóch turach. Proces zmiany konstytucji przeciągał się z powodu bojkotu ze strony opozycji, która zarzucała władzom ograniczanie debaty publicznej.
W grudniu 1995 Zgromadzenie Narodowe przyjęło ostatecznie poprawki do konstytucji zgłoszone przez Biyę miesiąc wcześniej. Weszły one w życie w styczniu 1996 i różniły się od pierwotnych m.in. w kwestii długości kadencji prezydenta. Dopuszczały wybór szefa państwa na maksymalnie dwie siedmioletnie kadencje i wprowadzały instytucję Senatu. W październiku 1995 prezydent został ponownie wybrany na lidera RDPC. We wrześniu 1996 nowym szefem rządu mianował Petera Mafany Musonge, dyrektora Korporacji Rozwoju Kamerunu.

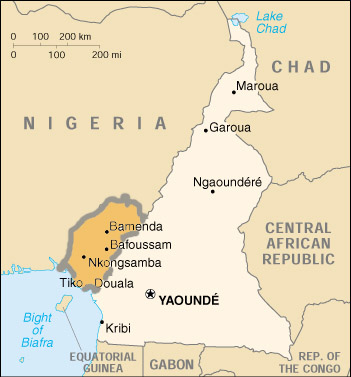
Terytorium dawnego Kamerunu Południowego, obecnie dwóch prowincji Kamerunu zamieszkanych głównie przez ludność anglojęzyczną

W latach 90. XX wieku w zachodniej części Kamerunu, wchodzącej wcześniej w skład Kamerunu Brytyjskiego nasiliła się działalność ruchów separatystycznych, stanowiących poważne wyzwanie dla rządzących. Południowa część Kamerunu Brytyjskiego, Kamerun Południowy, w wyniku plebiscytu ludności, w 1961 została włączona do Kamerunu.
Działająca w tamtym rejonie anglofońska organizacja Narodowa Rada Kamerunu Południowego (Southern Cameroons National Council, SCNC) domagała się autonomii dla regionu. Zarzucała władzom marginalizację społeczności anglojęzycznej i traktowanie jej jak obywateli drugiej kategorii. Wskazywała na wykluczanie anglofonów z pełnienia stanowisk publicznych i sporządzanie oficjalnych dokumentów tylko w języku francuskim. W sierpniu 1995 Narodowa Rada Kamerunu Południowego proklamowała powstanie niepodległego Kamerunu Południowego i zwróciła się do społeczności międzynarodowej z prośbą o uznanie. Plebiscyt z 1961 uznała za sfałszowany i zmanipulowany. W marcu 1997 nieznani sprawcy, najprawdopodobniej powiązani z organizacją, zaatakowali budynki rządowe w Bamendzie, zabijając 10 osób.
W styczniu 1997 władze ogłosiły przełożenie planowanych na marzec wyborów parlamentarnych z powodu trudności organizacyjnych. Wybory ostatecznie odbyły się 17 maja 1997. W przedwyborczych zamieszkach zginęło 5 osób, w kraju zaostrzono środki bezpieczeństwa i zamknięto granice zewnętrzne. Według oficjalnych wyników większość miejsc w parlamencie zdobyło RDPC (109 na 180), zdecydowanie pokonując główną partię opozycyjną FDS (43 mandaty). Opozycja zakwestionowała ten rezultat, oskarżając władze o fałszerstwa. Sąd Najwyższy odrzucił jednak wniosek opozycji negujący wygraną RDPC. Międzynarodowi obserwatorzy, w tym misja Wspólnoty Narodów, wyrazili niezadowolenie w związku z procesem wyborczym. Prezydent powołał nowy gabinet w prawie niezmienionym składzie.
W grudniu 1996 Biya został nominowany przez swoją partię na kandydata w nadchodzących wyborach prezydenckich. Zgodnie z poprawkami do konstytucji z 1996 mógł się on odtąd dwukrotnie ubiegać o najwyższy urząd w państwie. We wrześniu 1997 władze ogłosiły organizację głosowania na dzień 12 października 1997. Wkrótce potem główne partie opozycyjne – FSD, UDC i UNDP – zadeklarowały bojkot wyborów, domagając się powołania niezależnej komisji wyborczej. W wyborach ostatecznie wzięło udział 7 kandydatów.
Pierwsze miejsce, z wynikiem 92,57% głosów, zajął prezydent Biya. 3 listopada 1997 został zaprzysiężony na nową siedmioletnią kadencję. Wybory z 1997 według międzynarodowych organizacji broniących praw człowieka charakteryzowały się poważnymi nieprawidłowościami i fałszerstwami. Prezydent zaapelował do opozycji o podjęcie współpracy i przystąpienie do rządu. W grudniu 1997 powołał nowy rząd, z dotychczasowym premierem Peterem Mafany’m Musonge na czele, w skład którego weszła opozycyjna partia Narodowy Związek na rzecz Demokracji i Postępu (Union Nationale pour la Démocratie et le Progrès, UNDP).

### Czwarta kadencja (1997–2004)

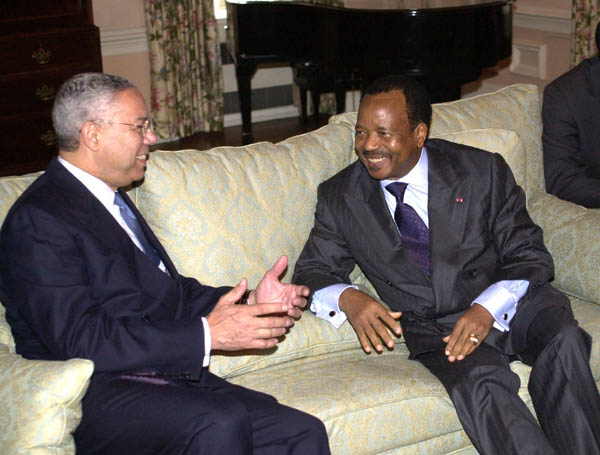
Prezydent Biya z sekretarzem stanu USA Collinem Powellem, Nowy Jork, wrzesień 2002

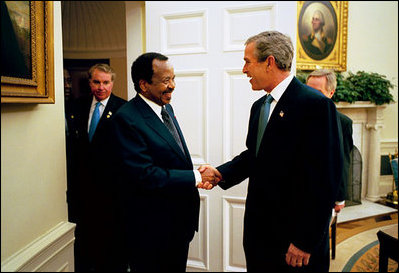
Paul Biya z prezydentem George’em W. Bushem, Waszyngton, marzec 2003

Na przełomie wieków administracja i służby bezpieczeństwa kontynuowały walkę z ruchem secesjonistycznym w kraju. We wrześniu 1998 pod adresem władz pojawiły się oskarżenia o torturowanie kilkudziesięciu członków organizacji secesjonistycznych z Kamerunu Południowego, zatrzymanych po ich wcześniejszym ataku na siedzibę policji. Opozycja zarzucała rządzącym marginalizację społeczności anglojęzycznej, podkreślając fakt, że tylko troje z 2 tys. żołnierzy wcielonych do armii w tamtym czasie mówiło w języku angielskim.
W czerwcu 1999 w Jaunde rozpoczął się proces secesjonistów. Był on wielokrotnie odraczany, a obrońcy oskarżonych podważali kompetencję trybunału wojskowego do rozpoznania tej sprawy. W lipcu wielu zasiadających na ławie oskarżenia oświadczyło, że złożyli obciążające ich zeznania pod groźbą utraty życia i w wyniku tortur. W sierpniu 1999 zaprzeczyli wszystkim stawianym im zarzutom.
W październiku trybunał zakończył proces, wydając 3 wyroki dożywotniego oraz kary wieloletniego pozbawienia wolności, 29 osób zostało uniewinnionych. Pozarządowa organizacja Amnesty International skrytykowała werdykt, wskazując na istniejącą w jej ocenie stronniczość sądu i przypadki torturowania oskarżonych. W listopadzie 1999 Komitet Praw Człowieka skrytykował Kamerun za brak ochrony i poszanowania podstawowych praw człowieka.
Do kolejnych napięć doszło w grudniu 1999, kiedy członkowie ruchu separatystycznego zdobyli w wyniku szturmu stację radiową w Buéi i ponownie ogłosili powstanie niepodległego Kamerunu Południowego. Wkrótce zostali aresztowani i byli przetrzymywani przez 14 miesięcy. Następna demonstracja siły miała miejsce w październiku 2001. Co najmniej trzy osoby zginęły wówczas w starciach ze służbami bezpieczeństwa w czasie manifestacji w Kumbo, zorganizowanych przez separatystyczną organizację Narodową Radę Kamerunu Południowego (SCNC) w 40. rocznicę zjednoczenia kraju. Aresztowanych zostało kilkuset działaczy SCNC, a władze wprowadziły w prowincji godzinę policyjną. Opozycyjny Front Socjaldemokratyczny (FSD) skrytykował działania policji i wezwał prezydenta Biyę do podjęcia rozmów z przywódcami społeczności anglojęzycznej.
W grudniu 2000 parlament uchwalił prawo powołujące Narodowe Obserwatorium Wyborcze (National Elections Observatory), instytucję odpowiedzialną za nadzór nad przebiegiem krajowych wyborów. Po raz pierwszy monitorowała ona organizację wyborów parlamentarnych i lokalnych, które odbyły się 30 czerwca 2002. Zostały one przełożone o tydzień, oficjalnie z powodów technicznych związanych z wydrukiem kart do głosowania. Zdaniem krytyków władz, prawdziwym powodem ich odroczenia były jednak niepokoje w zachodniej anglojęzycznej części kraju, gdzie kilka tygodni wcześniej doszło do antyrządowych protestów i starć z policją. Opozycja zarzuciła władzom wykluczenie części jej kandydatów z udziału w wyborach i zagroziła organizacją protestów. Rząd odrzucił zarzuty, stwierdzając, że odrzucenie części kandydatur spowodowane było formalnymi brakami w złożonych dokumentach. W przeddzień głosowania zwolennicy opozycji zorganizowali protest w Duali, oskarżając władze o manipulacje przy sporządzaniu list wyborców.
RDPC zdobyło w wyborach 133 mandaty, zwiększając swoją większość w parlamencie. FSD, który zajął drugie miejsce, uzyskał 21 mandatów. Głosowanie charakteryzowało się niską frekwencją, która nie przekroczyła 50% i zdaniem opozycji świadczyła o obojętności i niezadowoleniu społeczeństwa z prowadzonej przez władze polityki. Liderzy opozycji oskarżyli władze o fałszerstwa wyborcze i zażądali unieważnienia głosowania. Lider FSD, John Fru Ndi, stwierdził, że nazwiska wielu obywateli nie znalazły się listach wyborców.
W połowie września 2004 prezydent Biya ogłosił start w wyborach prezydenckich zaplanowanych na 11 października tego samego roku. Już wcześniej o jego udział w wyborach zaapelowała grupa ponad 100 byłych piłkarzy, w tym Roger Milla, a także grupa profesorów. Na kandydata koalicji 10 partii opozycyjnych został wybrany Adamou Ndam Njoya ze Związku Demokratycznego Kamerunu (Union Démocratique du Cameroun, UDC). Decyzji tej nie zaakceptował jednak John Fru Ndi, lider największego opozycyjnego Frontu Socjaldemokratycznego (FSD), który ogłosił również swój udział w wyborach. Oskarżył przy tym prezydenta o sterowanie wewnętrznymi sporami w szeregach opozycji i doprowadzenie do jej podziału w przededniu wyborów.
Przed wyborami opozycja zarzuciła władzom zamiar sfałszowania ich wyników i nieprawidłowości przy rejestracji wyborców. Międzynarodowi obserwatorzy ze Wspólnoty Narodów stwierdzili, że w trakcie procesu rejestracji odnotowali nieprawidłowości w kilku miastach, a cały proces uznali za „niesatysfakcjonujący”. Innym zarzutem opozycji był brak niezależnej kontroli nad całym procesem wyborczym, bo choć oficjalny nadzór nad organizacją wyborów pełniło Narodowe Obserwatorium Wyborcze, to już sam proces liczenia głosów odbywał się pod kontrolą ministerstwa administracji.
Kampania wyborcza prezydenta Biyi była bardzo ograniczona. Początkowo nie prowadził jej w ogóle i dopiero na tydzień przed wyborami pojawił się osobiście na dwóch wiecach w kraju. Twarz prezydenta widoczna była natomiast na licznych plakatach na ulicach miast. Liderów opozycji Biya określił mianem politycznych amatorów, którzy doprowadziliby kraj do anarchii, rozpadu i dyplomatycznej izolacji.
Według oficjalnych wyników wyborów, prezydent zapewnił sobie reelekcję na stanowisku, zdobywając 70,92% głosów poparcia. Drugie miejsce z wynikiem 17,40% głosów zajął John Fru Ndi, a trzecie Ndam Njoya (4,48%). Opozycja odrzuciła rezultat głosowania, oskarżając władze o masowe fałszerstwa (m.in. wielokrotne oddawanie głosów), i wystąpiła z wnioskiem do sądu o unieważnienie wyborów. Prezydent stwierdził, że głosowanie przebiegło „normalnie” i „zgodnie z planem” oraz pogratulował obywatelom „zachowania spokoju i godności” podczas wyborów. Sąd Najwyższy nie uwzględnił wniosku opozycji i potwierdził zwycięstwo Biyi.
Część międzynarodowych obserwatorów, w tym Międzynarodowa Organizacja Frankofonii i delegacja byłych amerykańskich kongresmenów, uznała, że wybory były dobrze zorganizowane i przejrzyste, pomimo zaistnienia pewnych nieprawidłowości. Międzynarodowa Federacja Lig Praw Człowieka wezwała natomiast społeczność międzynarodową do potępienia fałszerstw wyborczych, jakich się doszukała. Również obserwatorzy ze Wspólnoty Narodów stwierdzili, że październikowym wyborom „brakowało koniecznej wiarygodności”.
W grudniu 2004 prezydent szefem nowego rządu mianował Ephraïma Inoniego, członka rządzącego RDPC i wieloletniego osobistego doradcę politycznego. 3 listopada 2004 prezydent Biya został oficjalnie zaprzysiężony na piątą kadencję (siedmioletnią), ostatnią o jaką mógł się ubiegać w myśl znowelizowanej w 1996 konstytucji.

### Piąta, szósta i siódma kadencja (od 2004)

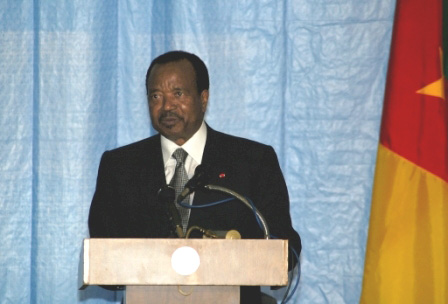
Prezydent w październiku 2006

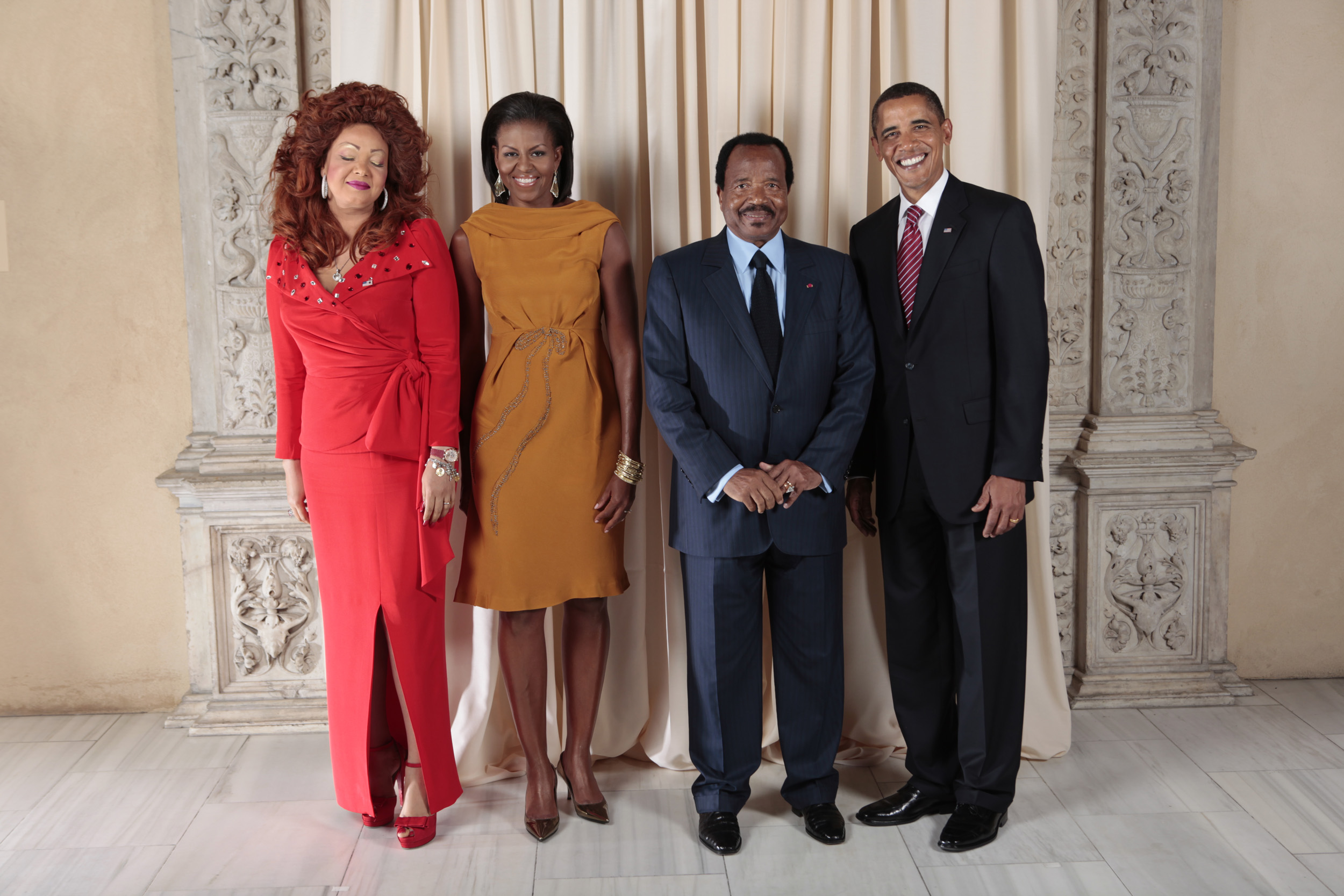
Prezydent Biya wraz małżonką w towarzystwie prezydenta Baracka Obamy i jego żony, wrzesień 2009

Prezydent Biya zgodnie z konstytucją nie mógł ubiegać się o trzecią reelekcję w kolejnych wyborach w 2011. W 2008 zdominowany przez Demokratyczne Zgromadzenie Narodu Kameruńskiego (RDPC) parlament zmienił obowiązujące od 1996 prawo, znosząc ograniczenie liczby kadencji głowy państwa. Zmianę prawa poprzedziły masowe protesty społeczne.
22 lipca 2007 w Kamerunie odbyły się wybory parlamentarne. Biya pochwalił przebieg kampanii, którą określił jako spokojną i pokojową. Opozycja oskarżyła władze o fałszowanie głosowania, zarzuciła im umożliwienie części wyborcom wielokrotnego głosowania poprzez używanie zmywalnego tuszu na oznaczenie głosujących, a także niezamieszczenie na listach nazwisk innych. Spośród 18 mln obywateli do głosowania zarejestrowanych zostało 5,5 mln z nich.
Według oficjalnych wyników, rządzący RDPC zdobył 153 ze 180 miejsc w parlamencie. Największa partia opozycyjna FSD zdobyła 16 mandatów. Jej lider, John Fru Ndi, określił wybory jako „pozorne”. Opozycja oskarżyła władze o masowe fałszerstwa i zapowiedziała zaskarżenie wyników do sądu. Międzynarodowi obserwatorzy stwierdzili, że odnotowali próby fałszerstw i fałszerstwa wyborcze, w tym przypadki wypychania urn wyborczych i wielokrotnego głosowania.
1 stycznia 2008 Biya zasugerował w noworocznym orędziu możliwość zmiany konstytucji i zniesienia ograniczenia kadencyjności głowy państwa. Stwierdził, że byłaby to odpowiedź na dochodzącego do niego powszechne głosy nawołujące do zmiany obowiązującego prawa, wobec których nie może pozostać obojętny. Opozycja potępiła inicjatywę prezydenta i określiła ją jako próbę zmanipulowania opinii publicznej i zagrożenie dla krajowego pokoju.
W lutym 2008 władze ogłosiły zamknięcie prywatnej telewizji „Equinoxe”, która transmitowała wywiady z politykami sprzeciwiającym się zmianom ustawy zasadniczej. Zapowiedź możliwej zmiany konstytucji w celu wydłużenia rządów prezydenta była jedną z przyczyn protestów społecznych i zamieszek, do jakich doszło w Kamerunie pod koniec lutego 2008. Były to największe niepokoje społeczne w kraju od początku lat 90. XX wieku. Obok kwestii politycznych, główną ich przyczyną była niezadowalająca sytuacja materialna społeczeństwa i ogłoszenie przez rząd podwyżki cen paliw.
25 lutego 2008 w wielu miastach doszło z tego powodu do strajku pracowników sektora transportowego, kierowców autobusów i taksówkarzy. W kolejnych dniach protesty przybrały na sile. Przyłączali się do nich zwolennicy opozycji i inni mieszkańcy niezadowoleni z polityki rządu. W Jaunde, Duali i Bamendzie doszło do gwałtownych zamieszek. Władze skierowały przeciwko protestującym służby bezpieczeństwa, które przy użyciu gazu łzawiącego i pałek, rozprawiły się z demonstrantami. Według oficjalnych danych, w wyniku zamieszek zginęło 40 osób, jednakże organizacje broniące praw człowieka oceniały, że rzeczywista liczba ofiar była wyższa i dochodziła do 100 zabitych.
Prezydent Biya uznał zamieszki za próbę odsunięcia go od władzy przez przeciwników politycznych. Stwierdził, że to co nie udało się przy urnie wyborczej, chce się uzyskać na drodze przemocy. „Praktykanci czarodzieja”, jak określił swoich przeciwników, mieli jego zdaniem wykorzystać strajk do celów politycznych. John Fru Ndi zaprzeczył inspirowaniu protestów, wyrażając jednocześnie zrozumienie dla postulatów demonstrantów. W celu uspokojenia sytuacji rząd cofnął po dwóch dniach od wybuchu zamieszek podwyżkę cen paliwa, a na początku marca 2008 ogłosił wzrost państwowych płac o 15% i obniżenie cła na podstawowe towary. Władze aresztowały około 1,5 tys. osób oskarżonych o grabież własności prywatnej i państwowej. Straty w 31 miastach, w których doszło do protestów, oceniły natomiast na kwotę 10 mld franków CFA (13,2 mln euro/23,4 mln USD).
Pomimo sprzeciwu części społeczeństwa, prezydent nie zrezygnował z planów zniesienia limitu kadencji szefa państwa. Dysponując wystarczającą liczbą głosów w Zgromadzeniu Narodowym, przedłożył projekt zmiany konstytucji. 10 kwietnia 2008 parlament, głosami 157 za i 5 przeciw, uchwalił stosowne poprawki, znoszące limit kadencji prezydenta oraz obejmujące go immunitetem za działalność w ramach pełnienia urzędu. 15 deputowanych opozycyjnego FSD w ramach protestu zbojkotowało głosowanie i określiło decyzję parlamentu mianem „zamachu konstytucyjnego”. W proteście wobec zmiany konstytucji opozycja ogłosiła dzień 21 kwietnia 2008 dniem żałoby narodowej i zaapelowała do obywateli o przyodzianie czarnych strojów i pozostanie w domach.
W wyborach prezydenckich w październiku 2011 roku Biya zapewnił sobie szóstą kadencję, uzyskując 77,9% oddanych głosów. Jego rywalem był John Fru Ndi, który uzyskał 10%. Opozycja i obserwatorzy zarzucili, liczne nieprawidłowości w przeprowadzeniu głosowania.
Biya wygrał ponownie wybory prezydenckie w 2018, zdobywając 71,3% głosów.  

## Polityka zagraniczna

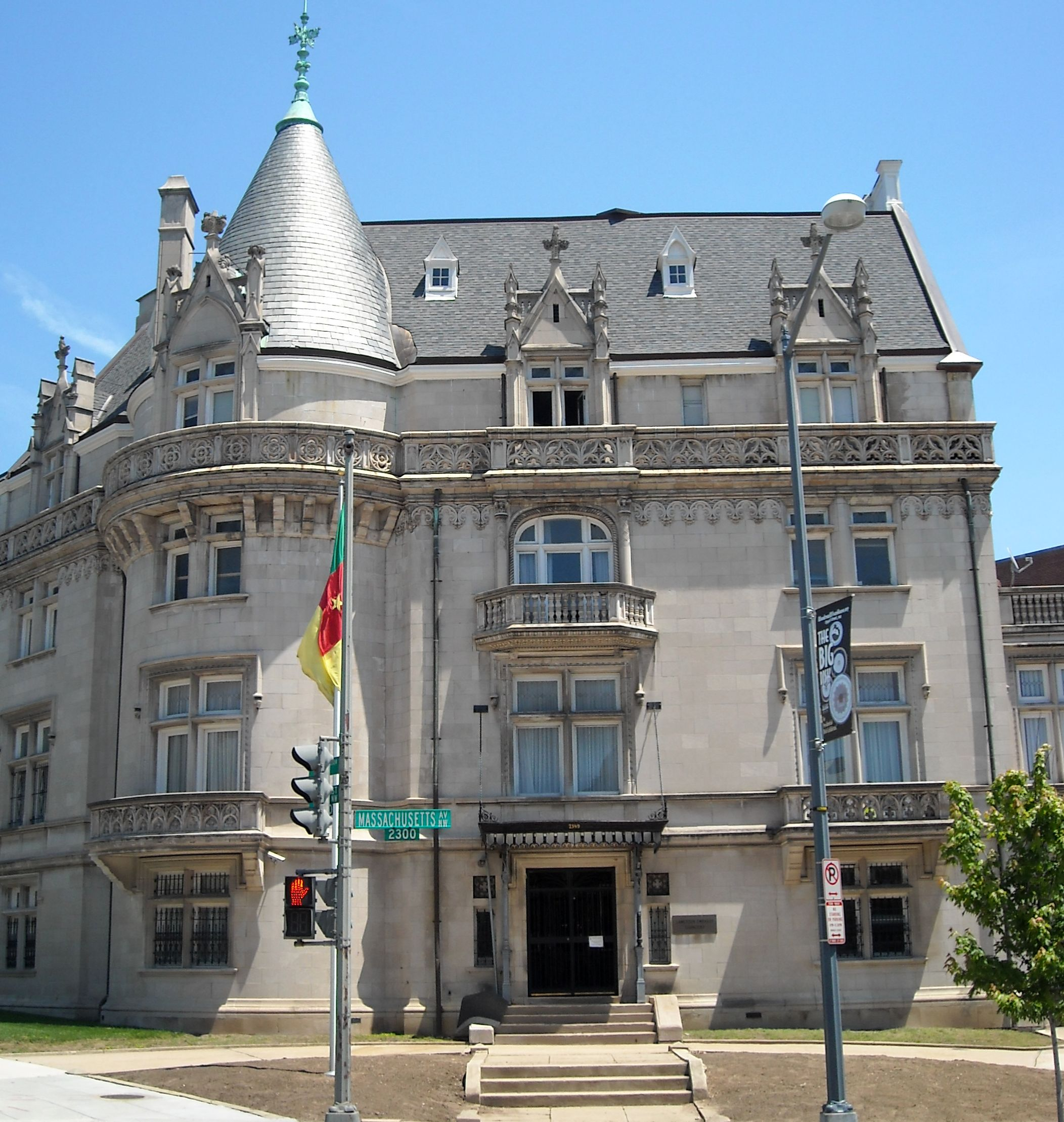
Ambasada Kamerunu w Stanach Zjednoczonych

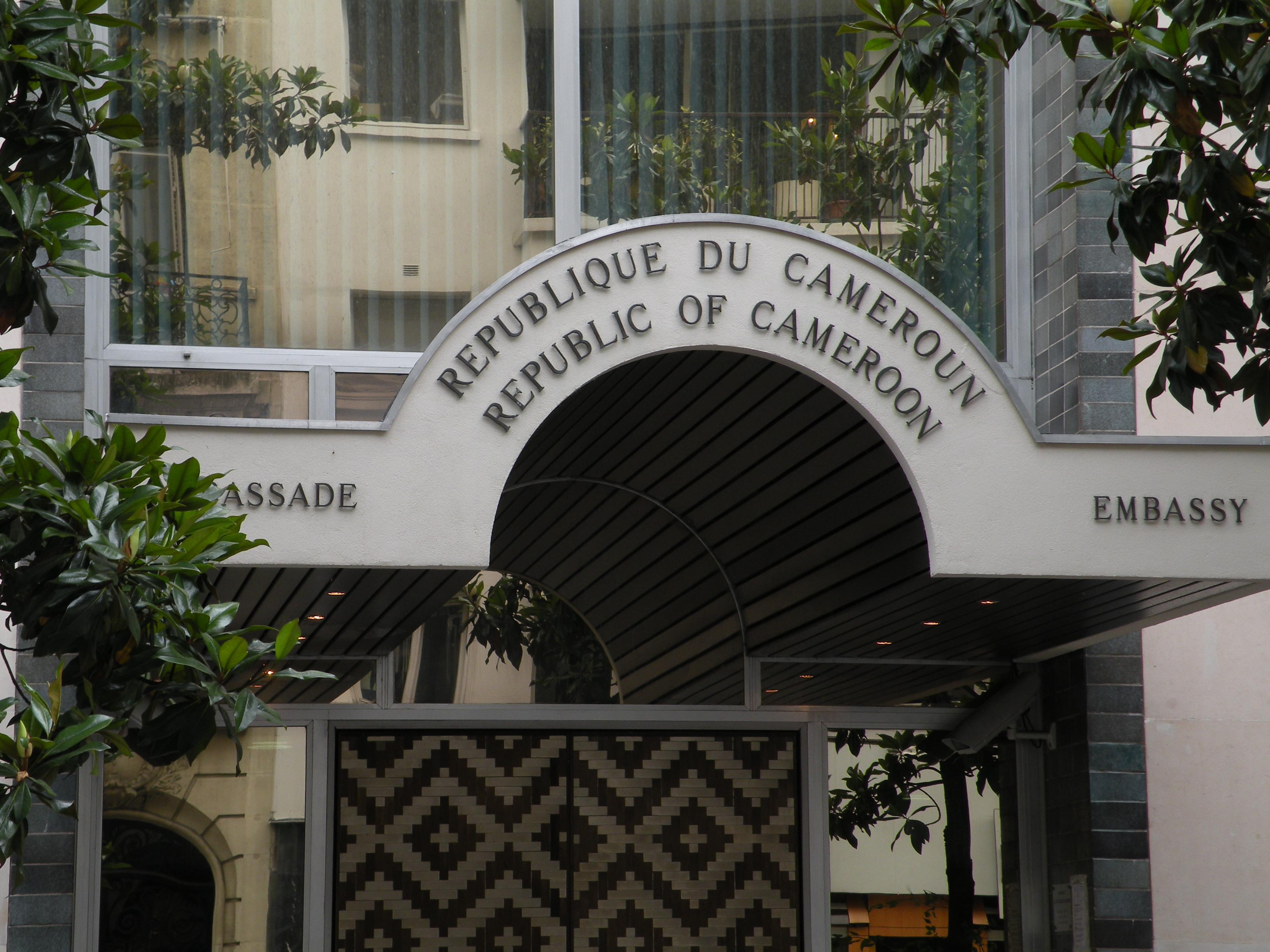
Ambasada Kamerunu we Francji

Kamerun pod rządami Paula Biyi prowadzi niekonfrontacyjną i ustabilizowaną politykę zagraniczną. Opowiada się za zasadą nieingerencji w sprawy wewnętrzne państw trzecich i udzielaniem szerokiej pomocy rozwojowej państwom rozwijającym się. Jest aktywnym członkiem wielu organizacji międzynarodowych, w tym Wspólnoty Gospodarczej i Walutowej Afryki Środkowej (CEMAC) oraz wspiera działalność misji pokojowych ONZ w rejonie Afryki Środkowej.

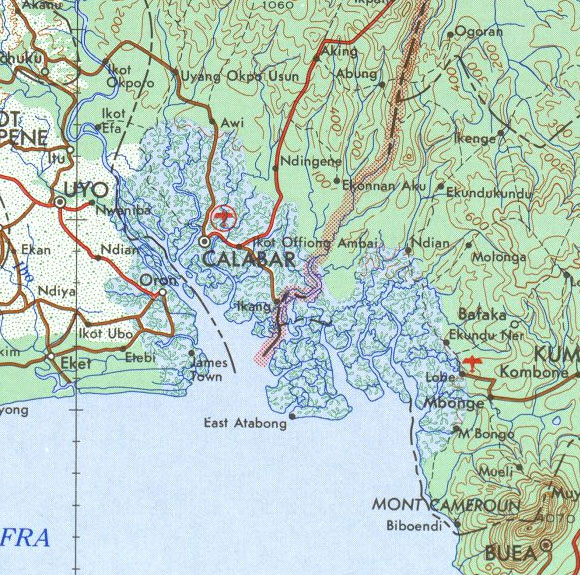
Pogranicze nigeryjsko-kameruńskie z półwyspem Bakassi w środku

Prezydent Biya utrzymuje dobre relacje ze Stanami Zjednoczonymi i innymi państwami rozwiniętymi. Stosunki z USA są bliskie, choć pod adresem Kamerunu padają uwagi o naruszeniach praw człowieka i apele o podjęcie kroków w kierunku liberalizacji polityki i gospodarki. USA współpracują z Kamerunem i udzielają mu pomocy rozwojowej w dziedzinach edukacji, kultury, ochrony środowiska, ochrony zdrowia i rolnictwa. Do 1994 funkcjonował dwustronny program pomocowy w ramach agencji USAID (United States Agency for International Development), który został zlikwidowany z powodów budżetowych.
Szczególne ścisłe więzi łączą kraj z dawnym mocarstwem kolonialnym, Francją. Prezydent Biya od początku był jedną z głównych postaci związanych z tzw. Françafrique, systemu powiązań i wpływów francuskich w swych byłych koloniach w Afryce. Jego administracja zawarła z Francją liczne porozumienia o charakterze wojskowym, gospodarczym i kulturalnym. Francja pozostaje głównym inwestorem zagranicznym w Kamerunie, w którym funkcjonuje kilkaset francuskich firm. Obok wieloletnich powiązań gospodarczych oba państwa współpracują w sferze wojskowej. Na mocy podpisanych w maju 2009 porozumień, które zastępowały porozumienia z 1974, Francja zapewniła logistyczne wsparcie Kameruńskim Siłom Zbrojnym, m.in. w postaci wyposażenia, technicznego wsparcia czy szkoleń wojskowych. Podpisano wówczas również umowy w sprawie współpracy w dziedzinach imigracji i ochrony zdrowia.
Począwszy od lat 90. XX wieku wzrosło znaczenie Chin w polityce zagranicznej kraju. Chińska Republika Ludowa, szukająca źródeł surowców dla swojej rosnącej gospodarki i wzrastających potrzeb konsumpcyjnych, podjęła ściślejszą współpracę z Kamerunem na polu gospodarczym. Wraz z inwestycjami w tej dziedzinie Chiny rozpoczęły realizację projektów z zakresu ochrony zdrowia i infrastruktury oraz współpracę wojskową. W sierpniu 2002 prezydent Biya spotkał się w Jaunde z premierem Chin Zhu Rongji, podpisując pięć umów dotyczących dwustronnej współpracy. W styczniu 2007 z wizytą do Kamerunu przybył przewodniczący ChRL Hu Jintao.
Prezydent Biya utrzymuje również dobre stosunki z państwami regionu.
Wyzwaniem dla jego administracji był spór graniczny z Nigerią o Półwysep Bakassi w Zatoce Gwinejskiej. Kontrola tego niewielkiego bagiennego terenu zapewniała dostęp do bogatych w surowce wód terytorialnych. Sam konflikt, mający swoje korzenie jeszcze w erze kolonialnej, gdy w 1913 Wielka Brytania przekazała półwysep w ręce Niemiec, rozgorzał na nowo w latach 80. i 90. XX wieku. W 1960, wkrótce po uzyskaniu niepodległości, Nigeria zajęła teren Bakassi, zamieszkany w 90% przez ludność pochodzenia nigeryjskiego; od tego czasu Kamerun domagał się zwrotu ziem.
W 1981 spór omal nie doprowadził do konfliktu zbrojnego i odżył na nowo w 1993. W grudniu 1993 Nigeria wysłała na półwysep dodatkowe siły wojskowe, w odpowiedzi na incydenty zbrojne, jakich dopuszczali się żołnierze kameruńscy. W wyniku działań wojska zginęło ponad 30 osób. W 1994 Kamerun skierował sprawę przynależności ziem do Międzynarodowego Trybunału Sprawiedliwości (MTS). Negocjacji między dwoma państwami podjął się rząd Togo. W lutym 1996 doszło jednak do kolejnych incydentów zbrojnych, które pochłonęły nowe ofiary. Pomimo działań koncyliacyjnych podejmowanych przez Togo oraz ONZ, starcia zbrojne i wzajemne oskarżenia o rozmieszczanie dodatkowych kontyngentów wojskowych trwały do początków 1998.
Dopiero pod koniec 1998 doszło do pierwszej poprawy wzajemnych relacji. W kwietniu 1999 z wizytą do Kamerunu przybył prezydent Nigerii Olusẹgun Ọbasanjọ, co doprowadziło do przełomu. Oba państwa zgodziły się wówczas na oddanie sporu terytorialnego do rozstrzygnięcia przez MTS. W październiku 2002 Trybunał wydał ostateczny werdykt na temat rozgraniczenia ziem i granicy morskiej dwóch państw. Nakazał w nim oddanie półwyspu Kamerunowi, powołując się na brytyjsko-niemiecki traktat z 1913. Nigeria odrzuciła jednak wyrok MTS, a obie strony zaczęły z powrotem rozmieszczać swoje wojska na Bokassi. Dopiero pod presją ONZ w listopadzie 2002 prezydenci Biya i Obasanjo zgodzili się na powołanie dwustronnej komisji pod przewodnictwem przedstawiciela ONZ w celu pokojowej implementacji postanowień Trybunału oraz demarkacji linii granicznej.
W sierpniu 2006 Nigeria przekazała północną część półwyspu i zobowiązała się do oddania pozostałych ziem w ciągu dwóch lat. W sierpniu 2008, zgodnie z umową, całkowicie wycofała swoje wojska z półwyspu i oddała go Kamerunowi. Około 30 tys. z 300 tys. mieszkańców przeniosło się do Nigerii. Prezydent Biya stwierdził, że ostateczne przekazanie ziem oznaczało „koniec kryzysu” i „nową erę pokoju i braterstwa między Nigerią i Kamerunem”. Obiecał również Nigeryjczykom żyjącym na półwyspie zagwarantowanie bezpieczeństwa i poszanowanie ich praw. Sekretarz generalny ONZ Ban Ki-moon określił transfer jako „przykład dla rozstrzygania sporów granicznych na drodze negocjacji”.

## Charakter rządów

### Prawa polityczne i obywatelskie
Prezydent Kamerunu zajmuje najsilniejszą, centralną pozycję w systemie politycznym państwa. Konstytucja daje mu prawo mianowania i odwoływania członków rządu, sędziów, generałów, regionalnych gubernatorów, prefektów, szefów państwowych firm, prawo regulowania wielkości wydatków publicznych, zatwierdzania i wetowania ustaw, ogłaszania stanu wyjątkowego oraz wydatkowania zysków państwowych przedsiębiorstw. Za swoją działalność nie ponosi odpowiedzialności przed parlamentem.
Chociaż konstytucja gwarantuje system wielopartyjny, według pozarządowej organizacji non-profit Freedom House obywatele w rzeczywistości nie mogą wybierać swoich przedstawicieli na szczeblu rządowym i lokalnym w sposób demokratyczny. Według niej wybory naznaczone są licznymi naruszeniami prawa, zastraszeniami, manipulacjami i fałszerstwami.
Sądownictwo pozostaje pod wpływami politycznymi, jest kontrolowane przez władze wykonawcze i mocno skorumpowane. Sądy wojskowe mogą rozciągać swoją jurysdykcję również na cywilów w przypadkach niepokojów społecznych i zorganizowanej przestępczości.
Raport Freedom House z 2002 stwierdzał dalej, iż pomimo przyjęcia w 1997 prawa zakazującego tortur, są one rutynowo stosowane. Więźniowie poddawani są niehumanitarnemu traktowaniu. Raport Departamentu Stanu USA z 2003 oraz raport Amnesty International (AI) z 2009 informował, że oskarżeni przetrzymywani są przez nieokreślony czas w areszcie. Oponenci polityczni są arbitralnie zatrzymywani i aresztowani. Ich procesy są niesprawiedliwe i szybkie, nie pozwalające na przygotowanie należytej obrony. Oskarżonym odmawia się często prawa do adwokata. Warunki w więzieniach są surowe, co prowadzi do częstych zgonów. Cele są przetłoczone, a więźniowie pozbawieni odpowiednich racji żywnościowych i opieki zdrowotnej. Nieletni przetrzymywani są razem z dorosłymi, zdarzają się także przypadki przetrzymywania kobiet razem z mężczyznami.
Kara śmierci jest nadal orzekana, choć od 1997 nie była wykonywana. Prezydent zamienia zazwyczaj karę śmierci na karę dożywotniego więzienia.
Służby bezpieczeństwa działają w sposób bezkarny, a działacze opozycji są zatrzymywani bez postawienia zarzutów lub znikają w areszcie. Według raportów Freedom House i Amnesty International służby utrudniają ruch krajowy, tłumią demonstracje lub przerywają spotkania.
W życiu politycznym, gospodarczym i administracji państwowej dominują członkowie grup etnicznych Bula i Beti (z której wywodzi się Biya), podczas gdy pozostałe 200 grupy są dyskryminowane i marginalizowane. Rozpowszechniona jest dyskryminacja wobec kobiet, również w wielu przepisach prawnych. Ograniczone pozostają prawa związkowe, w tym prawo do strajku. Obrońcy praw człowieka krytykujący politykę rządu są zastraszani i poddawani prześladowaniu.

### Sytuacja mediów

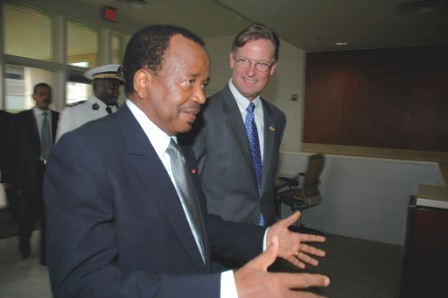
Prezydent Biya w 2006

Konstytucja oficjalnie zapewnia wolność prasy, jednak zdaniem Freedom House surowe ograniczenia uniemożliwiają swobodę wypowiedzi, a w związku tym niezależną pracę dziennikarzy. Władze regularnie wykorzystują przepisy prawa karnego o zniesławieniu do walki ze swoimi krytykami. Prezydent Biya dopiero w 2001, po 11 latach od przyjęcia ustawy przez parlament, podpisał prawo liberalizujące po części działalność mediów audiowizualnych.
Chociaż cenzura została oficjalnie zniesiona w 1996, według raportów Amnesty International i Departamentu Stanu USA rząd nadal przejmuje kontrolę lub zawiesza wydawanie gazet i działalność stacji radiowych i telewizyjnych.
Dziennikarze opisujący przypadki korupcji lub krytyczni wobec władzy są masowo zastraszani i arbitralnie zatrzymywani. W lutym 2008 rząd zamknął radio „Magic FM” oraz radio i telewizję „Equinoxe”, konfiskując ich sprzęt po tym, jak wytransmitowały one krytyczne komentarze na temat rządów prezydenta Biyi. We wrześniu 2008 rząd zamknął stację radiową „Sky One FM”. Dziennikarze zwalniani są z pracy za wszelkie sugestie, dyskusje i słowa krytyki kierowane pod adresem rządzących.
Monopol informacyjny posiadają w rzeczywistości media publiczne. Choć działa kilka prywatnych stacji telewizyjnych i większa liczba regionalnych stacji radiowych, wiele z nich jest finansowanych i kierowanych przez parlamentarzystów, urzędników i oficjeli partyjnych. Opłaty licencyjne za zgodę na działalność mediów są wygórowane i wynoszą ok. 100 tys. USD w przypadku stacji radiowej i 200 tys. USD w przypadki stacji telewizyjnej.

### Korupcja
Jednym z największych problemów publicznej administracji w Kamerunie od początku rządów prezydenta Biyi i początków powstania niepodległego państwa w ogóle pozostaje korupcja.
Obejmując władzę w 1982, Paul Biya obiecywał wprowadzenie pakietu reform, w tym stworzenie administracji opartej na wartościach moralnych, profesjonalizmie i oddaniu służbie publicznej. W pierwszej dekadzie swoich rządów prezydent przeprowadził szereg zmian personalnych i instytucjonalnych, jednak ich głównym celem było podporządkowanie sobie aparatu państwowego i zmiana obsady stanowisk, usunięcie ludzi związanych z prezydentem Ahidjo i zastąpienie ich własnymi. Walka z korupcją zeszła na dalszy plan. W latach 80. XX wieku urzędnicy byli na tyle skorumpowani, że otwarcie domagali się łapówek, bez żadnej obawy przed konsekwencjami.
Sytuacja nie uległa zmianie również w latach późniejszych. W 1999 Transparency International (TI) ogłosiła Kamerun najbardziej skorumpowanym państwem świata. Władze, zamiast podjąć kroki przeciwdziałające zjawisku, oskarżyły organizację o celową próbę niszczenia wizerunku Kamerunu i niweczenie jego wysiłków na rzecz rozwoju gospodarczego. Raport przyczynił się jednakże do pewnych działań rządu i rozpoczęcia kilku programów antykorupcyjnych. Jednakże działania te, podobnie jak w przeszłości, służyły głównie podtrzymaniu monopolu władzy przez prezydenta i partię rządzącą.
W 2003 Kamerun został sklasyfikowany na 124. miejscu raportu TI najbardziej skorumpowanych państw świata na 133 uwzględnione państwa, zdobywając 1,8 na 10 punktów.
W grudniu 2006 pozarządowa organizacja pomocowa Action Aid wysunęła pod adresem rządu zarzuty defraudacji części środków pomocy zagranicznej Banku Światowego przeznaczonych na walkę z wirusem HIV i leczenie chorych na AIDS. W grudniu 2007 TI opublikowała badania, w którym informowała, że 79% Kameruńczyków wręczało w przeciągu ostatniego roku łapówki.
W marcu 2007 prezydent Biya stanął na czele powołanej Komisji Antykorupcyjnej, która przeprowadziła antykorupcyjną kampanię w radiu i na ulicach miast oraz wezwała policję do publikowana nazwisk urzędników podejrzanych o łapówkarstwo i defraudację państwowych funduszy. W wyniku działań komisji, skazanych zostało kilku byłych ministrów i dyrektorów państwowych spółek.
W 2009 Kamerun znalazł się na 146 miejscu raportu TI pośród 180 wymienionych państw (2,2 na 10 pkt).
Według raportów Transparency International administracja Paula Biyi jest jedną z najbardziej skorumpowanych na świecie. W 1997 „The New York Times” oszacował majątek prezydenta na 75 mln USD. W 2009 pozarządowa organizacja humanitarna Comité catholique contre la faim et pour le développement (CCFD, Katolicki Komitet przeciw Głodowi i na rzecz Rozwoju) oszacowała majątek prezydenta na około 100 mln USD, wliczając w to posiadłości na francuskim Lazurowym Wybrzeżu i w Niemczech oraz firmy wydobywcze i tatarczane w ojczyźnie.
W sierpniu 2009 oburzenie opinii publicznej w Kamerunie i we Francji wywołały informacje mediów o kosztownych wakacjach prezydenta Biyi i jego małżonki w La Baule, opłacających 43 wynajmowane pokoje hotelowe kwotą 40 tys. USD dziennie. Oznaczało to wydatek 880 tys. USD w ciągu 3-tygodniowych wczasów na pokrycie kosztów zakwaterowania. Minister komunikacji Kamerunu skomentowała doniesienia, oznajmiając, że prezydent ma prawo wydawać przydzielone mu środki w dowolny sposób, a cała sprawa jest próbą „destabilizacji” kraju.

## Życie prywatne

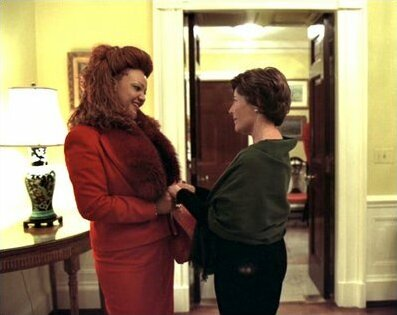
Pierwsza dama Kamerunu, Chantal Biya, z Laurą Bush, Waszyngton, marzec 2003

Od 23 kwietnia 1994 jest żonaty z Chantal Biyą. Wcześniej był mężem Jeanne-Irène Biyi, zmarłej w lipcu 1992. Jest ojcem trojga dzieci: Franka Biyi, Paula Biyi oraz Anastasii Brendy Biyi Eyengi.
Pierwsza dama, urodzona w 1971 w Dimako z matki Kamerunki i ojca Francuza i dorastająca w stolicy, zaangażowała się w działalność charytatywną. W tym celu założyła własną fundację dobroczynną. W ramach międzynarodowej organizacji Synergies Africaines, wspólnie z innymi pierwszymi damami, podjęła się wysiłków na rzecz zapobiegania zakażeniom wirusem HIV i pomocy w leczeniu AIDS. Zaangażowała się również w działania mające na celu poprawę warunków życia afrykańskich kobiet i dzieci.
Chantal Biya w opinii komentatorów prasowych znana jest ze swej charakterystycznej fryzury oraz śmiałych i wyrazistych kreacji.

## Publikacje
Jest autorem politycznego eseju pt. Libéralisme Communautaire (Wspólny liberalizm), wydanego w 1987. Praca została przetłumaczona na język angielski, niemiecki i hebrajski.
Prezydent przedstawił w niej własną wizję przemian polityczno-gospodarczych w kraju. Wyrażał wolę ustanowienia systemu wielopartyjnego i przedstawiał powody stojące za zamiarem wprowadzenia gospodarki rynkowej i prywatnej przedsiębiorczości. Jednocześnie opowiadał się za solidarnością narodową, równą dystrybucją dochodów ze wzrostu gospodarczego, sprawiedliwością społeczną oraz rozwojem na zasadzie pokojowego współistnienia różnych kultur i ludów. Wyrażał również wolę utrzymywania bliskiej współpracy z innymi państwami.

## Odznaczenia i wyróżnienia
Prezydent Biya jest posiadaczem wielu odznaczeń i honorowych wyróżnień:
- Wielki Mistrz Orderów Narodowych (Kamerun)
- Krzyż Wielki Legii Honorowej (Francja)
- Order Suwerenności (Maroko)
- Wielki Komandor Orderu Republiki Federalnej (Nigeria)
- Stopień Specjalny Krzyża Wielkiego Orderu Zasługi RFN (Niemcy)
- Wielka Wstęga Orderu Zasługi (Senegal)
- Komandor Orderu Narodowego (Tunezja)
- Medal Jerzego (Wielka Brytania)
- Doctor honoris causa University of Maryland w USA
- Profesor honorowy Uniwersytetu Pekińskiego

## Wyniki wyborcze
| Wybory prezydenckie | Miejsce | Procent głosów | Liczba głosów | Frekwencja | Uwagi                 |
| ------------------- | ------- | -------------- | ------------- | ---------- | --------------------- |
| 1984                | 1       | 99,98%         |               |            | jedyny kandydat       |
| 1988                | 1       | 98,75%         |               |            | jedyny kandydat       |
| 1992                | 1       | 39,98%         |               |            | zarzuty o fałszerstwa |
| 1997                | 1       | 92,57%         | 3 167 820     |            | bojkot opozycji       |
| 2004                | 1       | 70,92%         | 2 665 359     |            | zarzuty o fałszerstwa |
| 2011                | 1       | 78%            |               | 65,8%      |                       |
| 2018                | 1       | 71,3%          |               | 53,5%      |                       |
| Źródło:             |         |                |               |            |                       |